# Organo della collegiata di Santa Maria Maggiore a Collescipoli
L'organo Hermans si trova nella collegiata di Santa Maria Maggiore a Collescipoli, un antico borgo presso Terni. È collocato a destra del presbiterio e fu realizzato nel 1678 dall'organaro gesuita olandese Willem Hermans (1601-1683). Di lui rimane soltanto un altro organo, costruito nel 1664 per la chiesa dello Spirito Santo a Pistoia.

## Storia e descrizione

### Le origini
L'organaro fiammingo Willem Hermans (nacque a Thorn, oggi località di frontiera tra il Belgio e i Paesi Bassi) giunse a Como nel 1648 ed innestò importanti elementi dell'organaria fiamminga in Italia. Operò a Modena, a Genova, a (Pistoia), e a (Palermo), ma soprattutto nello Stato Pontificio, a Roma, Ancona, Ascoli Piceno, Orvieto e Collescipoli, dove realizzò, a 77 anni, un organo. Ancora più tardi, nel 1681, ne costruì uno per la chiesa dei Gesuiti di Ascoli Piceno, di cui resta la cassa e parte della tavola dei registri. Morì a Roma, il 14 febbraio 1683, all'età di 82 anni, e, probabilmente, fu tumulato nel Cimitero Teutonico come i tedeschi di religione cattolica. Hermans sottoscrisse, nel 1677, un accordo con il capitolo dei canonici della collegiata di Santa Maria Maggiore diCollescipoli in base al quale avrebbe ricevuto 300 scudi, come compenso per la costruzione di un organo (nel paese all'epoca ne esistevano altri due: uno costruito da Luca Neri (1647) nella chiesa di San Nicolò, e un altro di autore anonimo, nel tempio della Madonna del Colle (attualmente non restaurato).
Hermans ricorse alla collaborazione dell'organaro romano Giuseppe Testa (poi scomparso nel 1677); data l'età avanzata e la malferma salute, si fece trasportare in lettiga fino al borgo, nel maggio 1678, e per il montaggio dello strumento in chiesa si avvalse dell'aiuto dal giovane Nicolò Perfetti di Orvieto. Questi. però, non si limitò semplicemente a sistemare l'opera finita. In una zona dell'organo, infatti, appare la seguente scritta: "Questo Organo feci, Nicolò Perfetti Orvietano, sotto la direzione del padre Guglielmo Ermanni di Giesù, l'anno 1678 di nostra Salute.". Le vicende della costruzione dell'organo sono raccontate da una dettagliata quanto viva cronaca, conservata nell'archivio della collegiata, e integralmente trascritta e pubblicata nel 1985.

### L'organo

L'interno della collegiata

L'organo della chiesa è ubicato in cantoria in cornu Epistulae (a destra guardando l'altare) ed è racchiuso nella cella scavata nel muro da cui sporge la cassa, in legno con decorazione in finto marmo. La tribuna, sostenuta da barre lignee intagliate, presenta una balaustra dello stesso materiale dove sono inseriti quattro pannelli ripartiti da intagli dorati, con tele ad olio raffiguranti paesaggi, acquistate a Roma all'epoca della costruzione dello strumento. Anche il parapetto è parimenti scolpito e ricoperto con foglia oro. Il prospetto è ripartito in tre campate con canne di stagno (9/7/9), a profilo piatto, con bocche delle canne allineate e labbro superiore a forma di mitria. L'ornamentazione della facciata è lavorata a racemi (con elementi vegetali) e, all'interno di una cornice con drappeggi sostenuti da due putti, si leggono le parole tratte dal Salmo 150: "LAUDATE EUM IN CHORDIS & ORGANO". Di particolare pregio la cantoria, la cassa e il prospetto, opere di artigiani ternani (i documenti menzionano tali Ricci, Giuseppe e Lulli). Ulteriori decorazioni vennero compiute dall'intagliatore Zuccarini e dall'indoratore Lelio.
Le caratteristiche dell'organo sono le seguenti:
- Tastiera: di 45 tasti (Do1-Do5) con la prima ottava corta (scavezza) e 2 tasti accessori alle estremità; tasti diatonici di bosso; tasti cromatici e accessori di ebano. Divisione bassi/soprani: Mi3/Fa3.
- Pedaliera: a leggio di 9 tasti (Do1/Do2) con la prima ottava corta, costantemente unita alla tastiera.
- Somiere: a tiro, di noce con 47 canali divisi in due sezioni; la segreta di ogni sezione è chiusa da due portelle.
- Meccanica: del tipo sospeso.
- Registri: azionati da manette a scorrimento orizzontale poste in unica colonna a destra della tastiera.
- Accessori: tamburo, tremolo, usignoli, cornetto a 3/4 file.
- Manticeria: sono stati ricostruiti tre mantici, al posto di quelli originali scomparsi, secondo le misure ricavate dagli organi Hermans di Pistoia e di Orvieto, e posizionati in un vano sopra la camera dello strumento insieme all'elettroventilatore.
- Pressione del vento, Corista, Temperamento: la prima è stata stabilita, esaminando gli elementi dell'intonazione, in 60 mm di colonna d'acqua; il secondo è di 440 Hz a 28 °C; il terzo è inequabile.[9]

### Il restauro
Nel 1995 sono stati portati a termine i lavori di restauro dell'organo, riportato al suo presunto stato d'origine. Il lavoro, compiuto da una ditta specializzata toscana, si è caratterizzato per l'analisi accurata delle peculiarità costruttive e timbriche dell'opera d'arte secentesca, documentata dalla ricerca archivistica, e desunta dal confronto con lo strumento di Hermans conservato a Pistoia, presso la chiesa dello Spirito Santo, unica testimonianza superstite, oltre a quello di Collescipoli, dell'attività svolta in Italia da Willem Hermans. A Collescipoli, al fine di rivalutare la musica per organo e i preziosi strumenti che custodisce, viene organizzato l'Hermans Festival, patrocinato dall'Accademia Barocca W. Hermans e da altre associazioni, con la direzione artistica di Fabio Ciofini.

## Discografia parziale
- L'organo Hermans di Collescipoli, La Bottega Discantica - Milano (Discantica 29), 1997 (organista titolare: Fabio Ciofini)
- Gli organi di Willem Hermans in Pistoia e Collescipoli, Accent 2011
- Organi storici dell'Umbria, La Bottega Discantica - Milano (Discantica 63)